# Jeff Cundy
Jeffrey „Jeff“ Cundy (* 1. März 1969) ist ein englischer Snookerspieler aus Scunthorpe. Von 1991 bis Mitte der 2000er war er insgesamt 12 Jahre als Spieler auf der Profitour aktiv.

## Karriere

### Anfänge und erste Profijahre
Schon mit 16 Jahren spielte Jeff Cundy um die englische Meisterschaft mit und trat bei der WPBSA Pro Ticket Series an, um sich für die Profitour zu qualifizieren. Bei seinem ersten Turnier erreichte er immerhin das Achtelfinale, dann blieb er aber auch in den folgenden Jahren erfolglos. Erst 1989 kam er bei einem Turnier über die erste Runde hinaus und erreichte auch gleich das Finale. Er gewann mit 5:3 gegen Jason Prince. Bei den Professional Play-offs 1990 verlor er aber gegen Jason Ferguson und vergab seine Qualifikationschance. Zur Saison 1991/92 wurde dann die Qualifikation abgeschafft und jeder konnte sich bei den Turnieren anmelden. Schon beim dritten Turnier, der UK Championship, überstand er alle Runden der Amateurqualifikation. Er besiegte die beiden kanadischen Profis Gary Natale und Jim Wych und schied erst in der Runde der Letzten 64 aus. Bei den Welsh Open erreichte er noch einmal die Letzten 128 und bei der 1992 verpasste er dieses Ergebnis knapp durch eine 9:10-Niederlage gegen Malcolm Bradley. Damit startete er auf Weltranglistenplatz 148 in die zweite Saison und musste erst in die späteren Qualifikationsrunden in die Turniere einsteigen. Er kam zwar mehrfach in die Hauptqualifikation, aber nur bei den British Open und einem Minor-Turnier der Strachan Challenge kam er noch eine Runde weiter. 1993/94 schaffte er es auch zweimal, einmal davon bei der Weltmeisterschaft.
Erst in der Saison 1994/95 machte er wieder einen Schritt nach vorne. Bei den Welsh Open kam er mit einem Sieg über Nick Terry ins Hauptturnier, wo er die Nummer 21 der Welt Tony Knowles mit 5:1 besiegte und unter die Letzten 32 kam. Bei den International Open erreichte er ein weiteres Mal das Hauptturnier und fünfmal die Runde der Letzten 128. Damit gehörte er am Ende der Saison auch zu den Top 128 der Welt. Zwei weitere Top-64-Ergebnisse und zweimal die Runde der Letzten 96 im Jahr darauf brachten ihn bis auf Platz 103 der Weltrangliste. In der Saison 1996/97 konnte er das Niveau aber nicht halten und kam nur bei den Welsh Open in die dritte Runde. Er verlor viele Punkte in der Zweijahreswertung und als 1997 das Profisnooker in Main Tour und UK Tour geteilt wurde, musste er in die Qualifikation. Doch bei den 4 Turnieren der WPBSA Qualifying School gewann er nur zwei Spiele und fiel von der Main Tour.

### Zweiter Teil der Profikarriere
Nach einem Jahr kehrte er 1998/99 wieder auf die Main Tour zurück. Bei der Benson & Hedges Championship erreichte er erstmals das Achtelfinale eines Profiturniers. Allerdings war es kein Ranglistenturnier und die Top 16 der Welt nahmen nicht teil. Bei den Turnieren um Ranglistenpunkte schnitt er nicht sehr erfolgreich ab und er fiel auf die UK Tour zurück. Auch im Jahr darauf war das zweite Benson-&-Hedges-Achtelfinale der Höhepunkt, aber immerhin schaffte er es zurück auf die Main Tour. Diesmal schnitt er auch wieder erfolgreicher ab und erreichte bei den Welsh Open 2001 die Runde der Letzten 64 und dreimal die Letzten 96. Bei der UK Championship gab es die einzige knappe Auftaktniederlage. Damit hatte er mit einer Top-128-Platzierung auch seinen Main-Tour-Platz gesichert. In der Saison 2001/02 sicherte er seine Position auch ohne große Ergebnisse ab und 2002 stand er erstmals unter den Top 100 auf Platz 97.
2002/03 stand aber erneut eine größere Reform der Main Tour bevor und für einen Verbleib hätte er sich noch erheblich verbessern müssen. Zwar erreichte er bei der Benson & Hedges Championship zum dritten Mal das Achtelfinale, wie im Vorjahr kam er aber bei den Ranglistenturnieren nicht über die Runde der Letzten 80 hinaus. Er verschlechterte sich sogar noch geringfügig in der Weltrangliste und verlor zum zweiten Mal seinen Profistatus. Über die neue Challenge Tour versuchte er die Rückkehr, aber einmal die Runde der Letzten 32 war sein bestes Ergebnis. Im Jahr darauf gewann er gar in vier Turnieren nur ein einziges Match. 2005/06 gab es erstmals die Pontin’s International Open Series (PIOS) mit 8 statt 4 Turnieren, aber auch hier schnitt er kaum besser ab. Dafür nahm er 2006 erstmals an der Amateureuropameisterschaft teil. Er besiegte unter anderem Stefan Mazrocis und Lasse Münstermann und obwohl er im Finale dem Malteser Alex Borg mit 5:7 unterlag, reichte der Endspieleinzug für die Qualifikation für die folgende Main-Tour-Saison. Doch auch 2006/07 konnte er im Profisnooker nicht mithalten. In der ersten Saisonhälfte gewann er zwei Spiele: Beim Grand Prix gewann er 1 von 7 Spielen der Vorrundengruppe. Bei der UK Championship gewann er gegen Mark Joyce und schied in Runde 2 nur knapp mit 8:9 gegen Robin Hull aus. Nach dem Jahreswechsel verlor er aber alle Auftaktmatches. Zwar war Platz 92 am Saisonende seine beste Ranglistenplatzierung, es gab aber auch nur noch 96 Profis und damit verlor er mit 38 Jahren zum dritten Mal seinen Profistatus.

### Amateurjahre
Cundy blieb weiterhin im Amateursnooker aktiv und versuchte auch weiter die Main-Tour-Rückkehr. Bei der PIOS-Tour 2007/08 hatte er großes Pech. Obwohl er dreimal das Viertel- und weitere dreimal das Achtelfinale erreichte, verpasste er in der Gesamtwertung um einen Platz den 8. und letzten Qualifikationsplatz. Bei einer Turnierserie mit Profis und Amateuren im walisischen Prestatyn schnitt er ebenfalls recht erfolgreich ab und erreichte zweimal das Achtelfinale. Er qualifizierte sich für das Grand Final, verlor da dann aber das erste Spiel. Die PIOS-Turniere in den beiden nächsten Jahren verliefen aber nicht mehr so erfolgreich. In keinem Turnier kam er noch über die Runde der Letzten 32 hinaus und in der Gesamtwertung landete er jeweils außerhalb der Top 50. 2010 ersetzte die Players Tour Championship (PTC), eine Serie von für Amateure offenen Profiturnieren, die Qualifikationstour und Cundy nahm an den englischen Turnieren teil. Dreimal stand er im Hauptturnier, verlor dann aber jedes Mal gegen einen Profispieler. Auch bei der Amateurqualifikation über die Q School blieb er erfolglos, was sich auch im Jahr darauf nicht änderte. 2012 erreichte er immerhin zweimal das Viertelfinale in seiner Gruppe. Außerdem nahm er auch an den PTC-Turnieren auf dem Kontinent teil. Bei der Q School 2013 hatte er dann Pech. Zweimal erreichte er das Entscheidungsspiel um die Main-Tour-Qualifikation, zweimal verlor er, gegen Chris Wakelin bzw. Paul Wykes. Weil er in der Q-School-Wertung eine hohe Platzierung einnahm, durfte er immerhin als Ersatzspieler bei den Profiturnieren teilnehmen, wenn noch Plätze frei waren. Bei den Indian Open 2013 nutzte er seine Chance und erreichte mit einem 4:0-Sieg über Mark King das Hauptturnier in Neu-Delhi. Er überstand auch die Wildcard-Runde gegen einen einheimischen Spieler und verlor in der ersten Hauptrunde nur knapp gegen Li Yan. Er spielte 2013 außerdem auch die internationalen Amateurmeisterschaften und erreichte bei der Weltmeisterschaft das Viertelfinale. Es war sein letzter größerer Erfolg. In den folgenden Jahren trat er weiter in der Q School und bei einzelnen Pro-Am-Turnieren der Main Tour an, mit 48 Jahren nahm er noch einmal beim Paul Hunter Classic 2017 teil. Des Weiteren nahm er 2018 an der Q School teil, doch er erreichte lediglich die Runde der letzten 32. Immerhin reichten seine Ergebnisse aus den drei Turnieren, um sich für die Challenge Tour 2018/19 zu qualifizieren. Sein bisher bestes Ergebnis ist das Erreichen der Runde der letzten 32 beim zweiten Event.
Von 1995 bis 2015 war Jeff Cundy Betreiber eines nach ihm benannten Snookerclubs in seiner Heimatstadt Scunthorpe. Er war lange Jahre erfolgreich, musste dann aber wegen des nachlassenden Interesses am Snookersport in England aufgeben.

## Erfolge
Ranglistenturniere:
- Runde der Letzten 32: Welsh Open (1995)

Andere Profiturniere:
- Achtelfinale: Benson and Hedges Championship (1998, 1999, 2002)

Qualifikationsturniere:
- Sieger: WPBSA Pro Ticket Series (1989 – Turnier 1)

Amateurturniere:
- Finalist: Europameisterschaft (2006)